# Nuevo ateísmo
Nuevo ateísmo es el término que hace referencia a un movimiento intelectual dentro del ateísmo en el mundo anglosajón siglo XXI, caracterizado por su posición crítica de la religión. Establece que el ateísmo, basado en el fuerte avance científico en los últimos años, ha alcanzado un punto según el cual debe dejar de tener una actitud tan acomodaticia con la religión, la superstición y el fanatismo religioso como ha venido teniendo hasta ahora y que ha sido extendida por los movimientos seculares y algunos movimientos ateos.
Según la cadena CNN, lo que los nuevos ateos comparten es la idea de que la religión no debería simplemente ser tolerada, sino llevada al análisis y crítica mediante argumentos racionales, allí donde su influencia crece.
El término aparece en noviembre de 2006 en la revista Wired, y se aplica, algunas veces de forma peyorativa, a la serie de seis superventas de cinco autores que aparecieron en el periodo 2004-2008. Estos autores son: Sam Harris, Daniel C. Dennett, Richard Dawkins, Victor J. Stenger  y Christopher Hitchens. La representación de Harris, Dawkins, Dennett y Hitchens ha sido también llamada "los cuatro jinetes del No Apocalipsis", a partir de un debate en 2007.

## Nuevos ateos prominentes

### "Los cuatro jinetes"

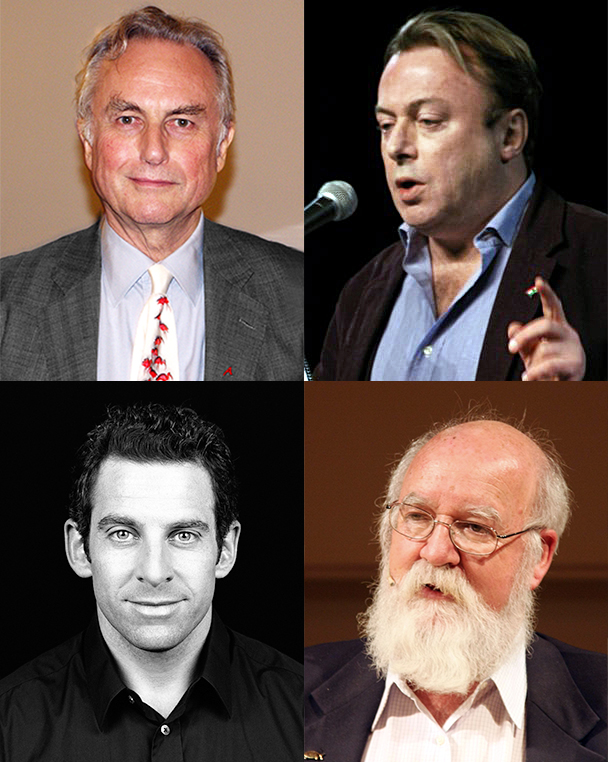
En sentido horario desde esquina sup. izq.: Richard Dawkins, Christopher Hitchens, Daniel Dennett y Sam Harris.

Durante un debate público en el que participaron Richard Dawkins, Christopher Hitchens, Sam Harris y Daniel Dennett, el grupo de destacados ateos fue llamado en broma "los cuatro jinetes del No-Apocalipsis".
Sam Harris es el autor de varios libros superventas de no ficción: The End of Faith, Letter to a Christian Nation y Moral Landscape, además de las obras más cortas originalmente publicadas como libros electrónicos Free Will y Lying. Harris es el cofundador del Project Reason.
Richard Dawkins es el autor del libro El espejismo de Dios, que siguió al programa del Channel 4 que iba a titularse Religion: The Root Of All Evil y que, a petición de Dawkins, recibió el título de The Root of all Evil?. Además, es fundador de la Richard Dawkins Foundation for Reason and Science (RDFRS).
Christopher Hitchens fue el autor del libro Dios no es bueno y fue incluido entre los "100 mejores intelectuales públicos" por Foreign Policy y Prospect Magazine
Daniel Dennett fue el autor de Darwin's Dangerous Idea y Breaking the Spell, entre muchos otros, además fue un defensor público de The Clergy Project, una organización que apoya en los Estados Unidos a los clérigos que ya no creen en Dios y que ya no pueden participar plenamente en sus comunidades.

### Otros
Después de la muerte de Hitchens, Ayaan Hirsi Ali (quien iba a asistir a la ocasión en que el término fue acuñado) fue descrita después de la muerte de este como «la cuarta jinete» del No Apocalipsis. Otros representantes del Nuevo Ateísmo incluyen a: Lawrence M. Krauss (autor de A Universe from Nothing), Jerry Coyne (Why Evolution is True), Greta Christina  (Why are you Atheists so Angry?), Victor J. Stenger (The New Atheism), Michael Shermer (Why People Believe Weird Things), David Silverman (presidente de American Atheists), Ibn Warraq (Why I Am Not a Muslim), Matt Dillahunty y Steven Pinker, entre otros.

## Críticas
En una columna del 2010 titulada "Why I Don't Believe in the New Atheism" ("Por qué no creo en el Nuevo Ateísmo"), el humanista secular y ateo Tom Flynn comenta que lo que ha sido llamado "Movimiento del Nuevo Ateísmo" no es ni un movimiento ni nuevo, y que lo único que es nuevo es la publicación de material ateísta por grandes editoriales de renombre, leídas por millones y de aparición en las listas de best sellers.
El matemático Amir Aczel considera falsa la concepción de Harris acerca de que la moral y la religión no coinciden, también cuestiona que Dawkins deja fuera de su "mordaz diatriba" contra la religión a todas las religiones orientales a las cuales identifica como "modos de vida", manifiesta que la ciencia está lejos de ser el punto fuerte de Hitchens y se refiere al A Universe from Nothing de Krauss como una "obra de engaño puro, repleta de tergiversaciones, declaraciones falsas y conclusiones forzadas". En general expresa que distorsionan la ciencia a favor de sus propios objetivos tal como "un científico sin escrúpulos que escribe para una compañía farmacéutica un reporte favorable de una medicina cuestionable producida por la compañía".

Tal como los primeros cristianos uno de sus objetivos principales parece ser un fervor misionero por convertirnos a todos a su "religión atea".
Amir Aczel.

Por su parte, el pensador católico y filósofo tomista Edward Feser argumenta, en su libro The Last Superstition: A Refutation of the New Atheism (La última superstición: una refutación del Nuevo Ateísmo), que no puede haber y nunca ha habido realmente una guerra entre la ciencia y la religión de ninguna de las formas en las que insisten los ateístas; ha habido, eso sí, un conflicto entre dos concepciones filosóficas globales del orden natural: la visión esencialista y teleológica de Platón, Aristóteles, Tomás de Aquino y sus continuadores modernos y contemporáneos, y la visión mecanicista de Descartes, Thomas Hobbes, John Locke y David Hume.